# Josip Elez
Josip Elez (Split, 25 april 1994) is een Kroatisch voetballer die doorgaans speelt als centrale verdediger. In juli 2025 verliet hij Hajduk Split.

## Clubcarrière
Elez speelde in de jeugd van NK Solin en werd later opgenomen in de opleiding van Hajduk Split. Na twee seizoenen en drie wedstrijden in het eerste elftal van die club nam Lazio hem over. Gedurende het seizoen 2013/14 speelde de verdediger geen minuut in Rome en het seizoen erop huurde Grosseto hem. Later dat seizoen speelde de Kroaat tevens op huurbasis bij Budapest Honvéd. Voorafgaand aan de jaargang 2015/16 was Aarhus GF de derde club die Elez huurde. Na dit seizoen keerde de centrumverdediger terug naar Kroatië, waar hij voor HNK Rijeka ging spelen. Met die club werd Elez in zijn eerste seizoen direct landskampioen. In januari 2018 nam Hannover 96 hem voor een halfjaar op huurbasis over. Aan het einde van het seizoen werd het huurcontract omgezet in een definitieve verbintenis, tot medio 2021. Met Hannover degradeerde hij in het seizoen 2018/19 naar de 2. Bundesliga. Nadat het contract van Elez in Duitsland was afgelopen, keerde hij terug naar Hajduk, waar hij voor vier jaar tekende.

## Clubstatistieken
| Seizoen | Club              | Competitie        | Competitie | Competitie | Beker | Beker | Internationaal | Internationaal | Totaal | Totaal |
| Seizoen | Club              | Competitie        | Wed.       | Dlp.       | Wed.  | Dlp.  | Wed.           | Dlp.           | Wed.   | Dlp.   |
| ------- | ----------------- | ----------------- | ---------- | ---------- | ----- | ----- | -------------- | -------------- | ------ | ------ |
| 2011/12 | Hajduk Split      | 1. HNL            | 1          | 0          | 0     | 0     | 0              | 0              | 1      | 0      |
| 2012/13 | Hajduk Split      | 1. HNL            | 2          | 0          | 0     | 0     | 0              | 0              | 2      | 0      |
| 2013/14 | Lazio             | Serie A           | 0          | 0          | 0     | 0     | 0              | 0              | 0      | 0      |
| 2014/15 | → Grosseto        | Serie C           | 15         | 1          | 0     | 0     | —              | —              | 15     | 1      |
| 2014/15 | → Budapest Honvéd | Nemzeti Bajnokság | 13         | 0          | 1     | 0     | —              | —              | 14     | 0      |
| 2015/16 | → Aarhus GF       | Superligaen       | 25         | 2          | 3     | 0     | —              | —              | 28     | 2      |
| 2016/17 | HNK Rijeka        | 1. HNL            | 34         | 2          | 4     | 0     | 2              | 0              | 40     | 2      |
| 2017/18 | HNK Rijeka        | 1. HNL            | 13         | 0          | 2     | 0     | 11             | 2              | 26     | 2      |
| 2017/18 | → Hannover 96     | Bundesliga        | 11         | 0          | 0     | 0     | —              | —              | 11     | 0      |
| 2018/19 | Hannover 96       | Bundesliga        | 10         | 0          | 1     | 0     | —              | —              | 11     | 0      |
| 2019/20 | Hannover 96       | 2. Bundesliga     | 23         | 0          | 0     | 0     | —              | —              | 23     | 0      |
| 2020/21 | Hannover 96       | 2. Bundesliga     | 17         | 0          | 0     | 0     | —              | —              | 17     | 0      |
| 2021/22 | Hajduk Split      | 1. HNL            | 31         | 2          | 3     | 0     | 2              | 0              | 36     | 2      |
| 2022/23 | Hajduk Split      | 1. HNL            | 11         | 0          | 1     | 0     | 4              | 0              | 16     | 0      |
| 2023/24 | Hajduk Split      | 1. HNL            | 16         | 0          | 2     | 1     | 0              | 0              | 18     | 1      |
| 2024/25 | Hajduk Split      | 1. HNL            | 16         | 0          | 2     | 0     | 0              | 0              | 18     | 0      |
| Totaal  | Totaal            | Totaal            | 238        | 7          | 19    | 1     | 19             | 2              | 276    | 10     |

Bijgewerkt op 20 augustus 2025.

## Erelijst
| Competitie             |            |            |            |            |
| Competitie             | Aantal     | Jaren      |            |            |
| HNK Rijeka             | HNK Rijeka | HNK Rijeka | HNK Rijeka | HNK Rijeka |
| ---------------------- | ---------- | ---------- | ---------- | ---------- |
| 1. HNL                 | 1          | 2016/17    |            |            |
| Hrvatski nogometni kup | 1          | 2016/17    |            |            |
| Hajduk Split           |            |            |            |            |
| Hrvatski nogometni kup | 1          | 2021/22    |            |            |